# Falcataria
Falcataria es un género de árboles perteneciente a la familia de las fabáceas, originario de Asia.

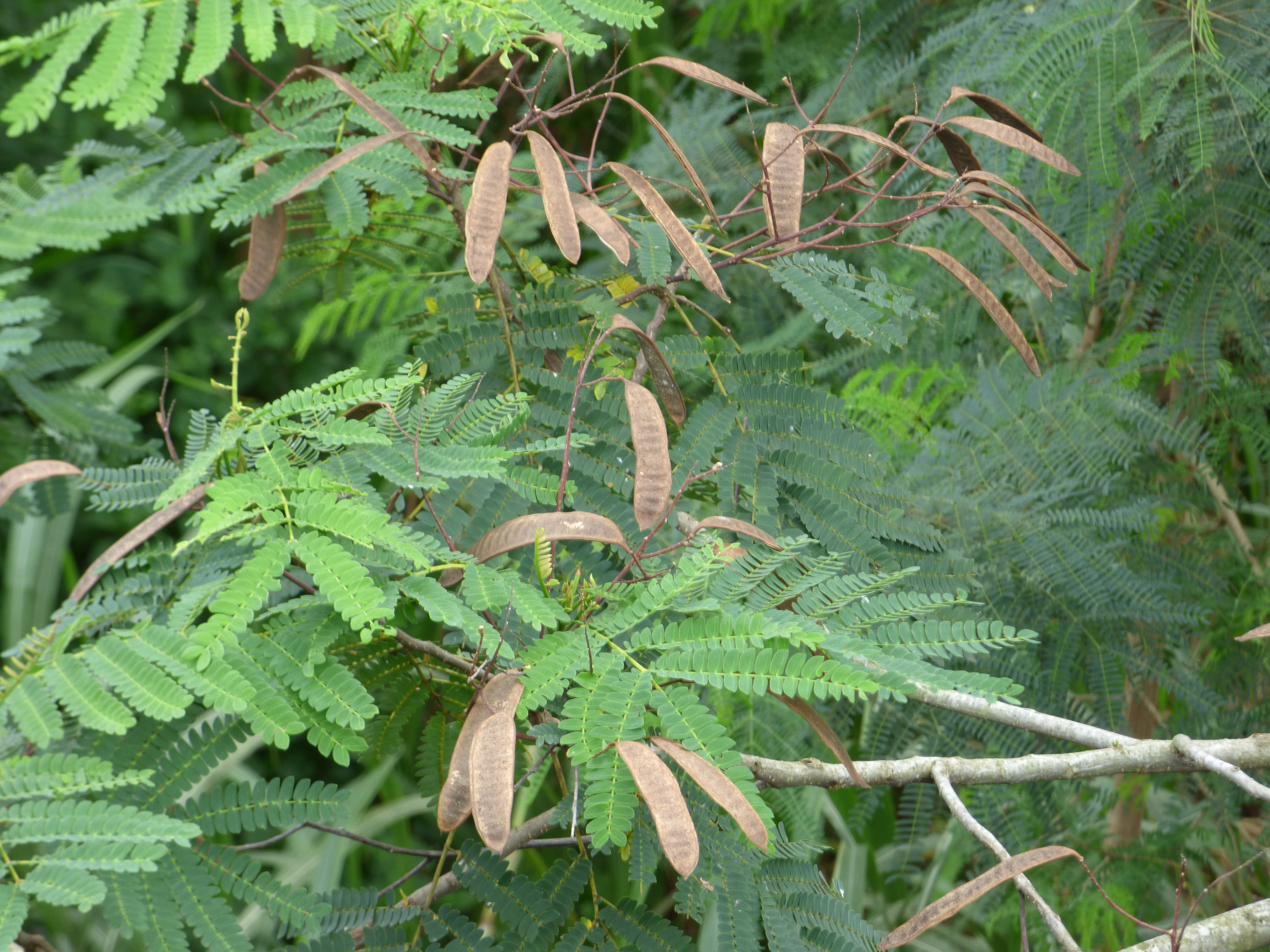
Detalle de las hojas y vainas de semillas

## Descripción
Son árboles grandes, que alcanzan un tamaño de hasta 45 m de altura. Las ramitas pubescentes con muchas lenticelas pequeñas y pálidas. Las estípulas son caducas, pequeñas; raquis de 40 cm, generalmente con una gran glándula, oval, en forma de disco cerca de la base; pinnas 6-20 pares, densamente tomentoso oxidado, de 10 cm; folíolos 6-26 pares, sésiles, ligeramente encorvados, oblicuamente oblongos, de 1-1.5 cm × 3-6 mm, abaxialmente escasamente puberulentos, adaxialmente glabros.
Las inflorescencias son solitarias, axilares, o varias en una panícula. Las flores de color amarillo verdoso a crema. Cáliz ampliamente campanulado o hemisférico, de 2,5 mm, seríceo, con pequeños dientes. Corola 7.5 mm, seríceo; lóbulos oblongo-ovadas, 2.4-4 mm. Estambres de 1 cm. Legumbre recta,  plana, 10-13 × 1.3-2.3 cm, dehiscente. Semillas 10-15, comprimidas elipsoides, de 7 × 3 mm; testa marrón. Fl. Abril-julio, fr. Septiembre a diciembre. Tiene un número de cromosomas de 2 n = 26 *.

## Distribución
Cultivado en Fujian, Cantón, Guangxi, Hainan y Yunnan en China y en Indonesia (Islas Molucas), Nueva Guinea (incluyendo Nueva Bretaña); las islas del Pacífico (Islas Salomón).
Esta especie se cultiva como planta ornamental y se planta extensamente en países tropicales como un árbol maderable de rápido crecimiento.

## Taxonomía
Fue descrito inicialmente como Paraserianthes sect. Falcataria por Ivan Christian Nielsen y publicado en Bulletin du Muséum National d'Histoire Naturelle, Section B, Adansonia. sér. 4, Botanique Phytochimie 5(3): 327, en 1984, actualmente, es tanto un sinónimo como el basónimo; y ulteriormente, sería elevado a género por Rupert Charles Barneby y James Walter Grimes en Memoirs of the New York Botanical Garden 74(1): 254, en 1996.

#### Etimología
Falcataria: nombre genérico que se deriva del vocablo latino "falcata, falx"; "curvado como una hoz", en referencia a la forma de los folíolos.

#### Especies
Comprende 3 especies aceptadas:
- Falcataria falcata (L.) Greuter y R.Rankin, 2016
- Falcataria pullenii (Verdc.) Gill.K.Br., D.J.Murphy y Ladiges, 2011
- Falcataria toona (F.M.Bailey) Gill.K.Br., D.J.Murphy y Ladiges, 2011